# Arwen
N'Arwen Undómiel, també coneguda com l'Estel Vespral (que és Undómiel en quenya) és un personatge fictici de l'univers de J.R.R. Tolkien, la Terra Mitjana. És la filla de n'Élrond el Mig Elf, neta d'en Cèleborn i na Galàdriel, i esposa de n'Àragorn (el Rei Elèssar Telcontar).
Tot i que les seves aparicions són molt limitades a El Senyor dels Anells, en els apèndixs s'hi inclou el Relat de n'Àragorn i n'Arwen, que explica llur enamorament.

## Biografia
N'Arwen va néixer l'any 241 de la Tercera Edat, filla de n'Élrond i na Celebrían. Per part de pare era neta de n'Eàrendil el Mariner i de n'Èlwing de Gondolin, i a través d'ells descendents del llinatge dels mig d'elfs, d'en Beren (hereu la casa de Bëor), d'en Lúthien (de Dòriath), de n'Ídril (de Gondolin i la casa d'en Fingolfin), i d'en Tuor (de la casa de n'Hàdor). Per part de mare era neta d'en Cèleborn i na Galàdriel, emparentant-la també amb la casa d'en Finarfin. També era germana dels bessons Èl·ladan i Èlrohir.
Es deia que tenia un aspecte molt semblant a la de la seva re-rebesàvia Lúthien. Amb ella també acabaria compartint el destí, ja que totes dues es van enamorar d'un home i van compartir la seva mortalitat.
La seva unió amb n'Àragorn té una gran significança en el context del llegendari de Tolkien. De fet, n'Arwen i el seu marit eren parents molt distants, ja que el pare d'ella i el seixantatresè ascendent en línia directa de n'Àragorn eren germans bessons (vegeu arbre geneològic). Amb la unió es tornaven a reunir en una sola línia les nissagues dels tres antics reis suprems de les tres cases dels elfs (Ingwë, Finwë, i els germans Olwë i Elwë) i les primeres cases dels homes.

## Genealogia dels Mig-elfs
```
  
Finwë
 = 
Indis

        |
    
Fingolfin
 = 
Anairë
    
Gàldor
      
Thíngol
 = 
Mèlian

           |                 |
           |          (1)    |
        
Turgon
 = 
Elenwë
   
Huor
    
Beren
 = 
Lúthien

               |           |
            
Idril
 ======= 
Tuor
        
Dior
 = 
Nímloth

                     |
                     |                -------------
                     |           |
                  
Eàrendil
 ======== 
Èlwing
  
Elured i Elurín
     
Galàdriel
 = 
Cèleborn

                              |
                        ------------------          ------------------------
                        |          |
                      
Élros
            
Élrond
 = 
Celebrían

                        |
                
Reis de Númenor
               |
                        :                     |
                
Senyors d'Andúnië
             |
                        :                     |
           
Alts Reis d'Àrnor i Góndor
         |
                        :                     |
                  
Reis d'Àrnor
                |    
                        :                     |
                
Reis d'Arthedain
              |
                        :                ----------------------
             
Capitans dels dúnedain
      |                    |
                        :       (4)      |                    |
                     
Àragorn
 ========= 
Arwen
         
Èl·ladan i Èlrohir

                                 |
                                 |
                             
Eldàrion
```

## Adaptacions
En la versió cinematogràfica de Peter Jackson d'El Senyor dels Anells, l'actriu Liv Tyler interpreta n'Arwen a les tres pel·lícules de la trilogia. La versió de n'Arwen en les pel·lícules és substancialment diferent de la novel·la, i el seu paper es veu ampliat. Aquestes variacions respecte de l'original van generar polèmica entre alguns aficionats.